# Сазонов, Даниэль
Да́ниэль Сазо́нов (фин. Daniel Sazonov; род. 24 марта 1993, Хельсинки) — финский политик, член Коалиционной партии, председатель молодежной организации коалиционной партии Финляндии, а также член Государственной комиссии по делам молодёжи. В апреле 2025 года избран мэром Хельсинки.

## Биография
Родился 23 марта 1993 года в Хельсинки, в семье ингерманландских репатриантов из Санкт-Петербурга.
В 2013 году был председателем Союза Лицеистов Финляндии и с 2013 по 2014 годы — членом правления союза «Европейская Финляндия».
В 2015 году баллотировался на выборах в Парламент Финляндии от Коалиционной партии (Хельсинкский округ, № 64).
В 2020 году окончил юридический факультет Хельсинкского университета и продолжил обучение на факультете экономики производства Университета Аалто. Работает специалистом по жилищной политике в Союзе Арендодателей Финляндии, является членом правления Скаутской организации Финляндии и Союза молодёжных организаций Финляндии.
В ноябре 2015 года был избран председателем молодежной организации коалиционной партии Финляндии.
Имеет воинское звание лейтенанта  запаса. Владеет пятью языками: финским и русским как родными, а также английским, немецким и шведским. Поддерживал идею о вступлении Финляндии в НАТО. Критически относится к деятельности нынешних российских властей, как разрушающей существующей мировой порядок,  поддерживает отмену демилитаризованного статуса  Аландских островов.
С 2017 по 2022 год Сазонов писал колонки для русскоязычной финской газеты «Спектр», даже когда та сменила название на «Финская газета», владельца и курс (начала публиковать материалы антиукраинского и прокремлёвского характера); это сотрудничество, прекращённое весной 2022 года, Сазонов позднее называл ошибкой. 
Кандидат в мэры Хельсинки в муниципальных выборах 2025 года.